# Krummbek (Fließgewässer)
Der Krummbek („krummer Bach“) ist ein Bach in den Gemeinden Treia, Wester-Ohrstedt und Wittbek im Kreis Nordfriesland im Norden von Schleswig-Holstein.
Der Krummbek entspringt im Ortsteil Schmöl der Gemeinde Wittbek in einem Grünlandgebiet am Nordhang eines Geestrückens der Ostenfelder Geest.  Nach dem Grünland ist der Krummbek auf 330 m Länge unter einem intensiv landwirtschaftlich genutzten Acker verrohrt, um dann auf einer Wiese wieder an die Oberfläche zu gelangen. Er mündet 650 m südöstlich des Bremsburger Waldes in die Treene.

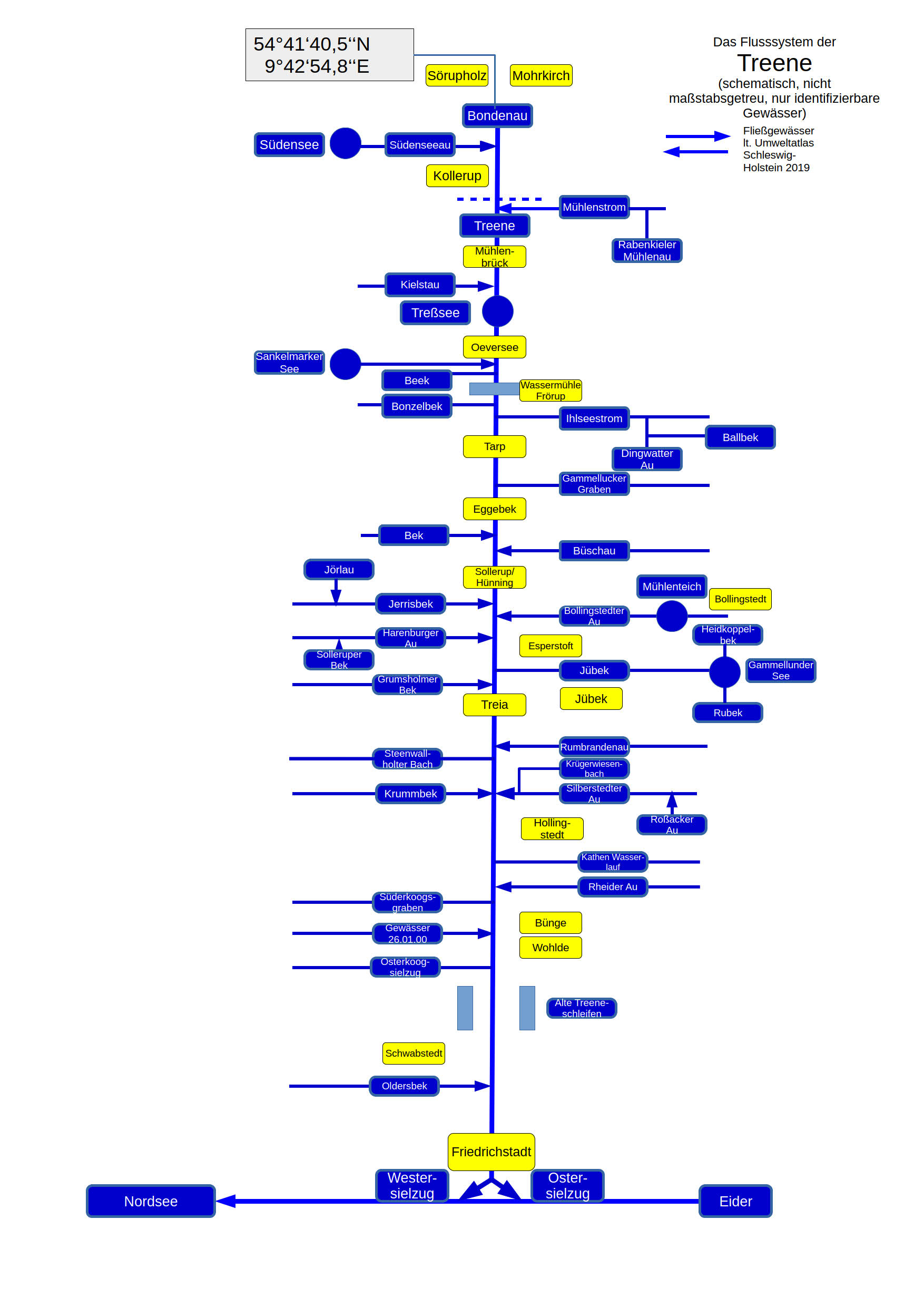
Bild 1: Flusssystem Treene

Er hat eine Länge von 8,2 km und ist für die Entwässerung der Wälder der Ostenfelder Geest wie Ohlmählen, Westerholz, Mittelholz und Bremsburger Wald von großer Bedeutung. Er gehört zum Wasser- und Bodenverband Krummbek. Der betreut ein Einzugsgebiet von 2167 ha und ist Mitglied im Eider-Treene-Verband. Der Krummbek gehört damit zu den größeren rechten Zuflüssen der mittleren Treene, siehe Bild 1. Auf den letzten 1,5 km ist der Krummbek zunächst ein- dann beidseitig eingedeicht. Im Mündungsbereich mündet neben dem Krummbek auf der gegenüberliegenden Seite der Treene die Silberstedter Au in die Treene. Das umliegende Gelände liegt teilweise fast auf Meeresniveau. Mit hoher Wahrscheinlichkeit wird bei Hochwasserereignissen der Hochwasserstufe HQ-10 der eingedeichte Bereich bis zu zwei Meter hoch überschwemmt. Die Deiche halten auch einem Hochwasserereignis niedriger Wahrscheinlichkeit der Stufe HQ-200 mit maximalen Wassertiefen von vier Metern stand.

## Ökologie und Chemie
Der Wasserkörpersteckbrief der Bundesanstalt für Gewässerkunde (BfG) weist den Wasserkörper Krummbek als „erheblich verändert“ aus. Sein ökologisches Potenzial wird als „mäßig / schlechter als gut“ und sein chemischer Zustand wegen erhöhter Quecksilber- und Nitratgehalte als „nicht gut“ bewertet. 1,3 km vor Eintritt in die Treene befindet sich die Messstelle mit dem Code 123059 des landesweiten Messtellennetzes zur Überwachung der Wasserkörper- und Nährstoffinformationen (Lage). Bis zum Jahre 2027 soll der ökologische und chemische Zustand des Gewässers den Wert „gut“ erreichen. Dies soll mit vier Maßnahmen gemäß dem LAWA-Maßnahmenkatalog erreicht werden:
1. Veränderung des Laufes, der Sohle und des Ufers
2. Gehölzentwicklung im Uferbereich
3. Verbesserung des umgebenden Auenbereiches
4. Optimierung der Sedimentbildung

Mit allen Maßnahmen soll eine Verbesserung der Lebensbedingungen für Tiere und Pflanzen im und am Gewässer erreicht werden.